# ББ шоу
ББ шоу (оригинални наслов енгл. BB show) је хумористички шоу у режији Бориса Бизетића. Настао је у продукцији РТВ Пинк на којој је од 1994. до 2002. године емитовано 536 епизода. Сценарио су написали Магдалена и Борис Бизетић.

## Улоге
| Глумац                    | Улога                             |
| ------------------------- | --------------------------------- |
| Борис Бизетић             | Баки Славујка Гојко Прцковић Цупи |
| Анита Бизетић             | Анита                             |
| Дорис Бизетић             | Дорис                             |
| Ксенија Јанићијевић Ђокић | Зорка Петкана                     |
| Зоран Милојевић Шевко     | Јаблан Чедо чича Мрсоје Пепи      |
| Ђока Радусин              | полицајац Ђока                    |
| Брана Мићић               | доктор Сића                       |
| Бане Павлић               | Роки                              |

## Екипа
- Сценарио: Магдалена и Борис Бизетић
- Режија: Борис Бизетић
- Асистент режије: Анита Бизетић
- Сниматељи: Ненад Серафијановић, Радош Ћулафић, Јован Пауновић, Дејан Симић

## Награде
- Оскар популарности за најпопуларнију ТВ емисију у 1996. години.

## Занимљивости
- Прве вечери емитовања програма на ТВ Пинку почео је серијал ББ шоу.[2]
- После осам година емитовања ББ шоу је укинут без икаквог образложења.[3]